# Honnør Kaitei-koku
Koordinaten: 69° 20′ S, 39° 30′ O
Honnør Kaitei-koku (Transkription von japanisch ホノール海底谷, norwegisch Honnørrenna) ist eine glaziale Rinne in der Lützow-Holm-Bucht vor der Prinz-Harald-Küste des ostantarktischen Königin-Maud-Lands. Sie liegt 807 m unter dem Meeresspiegel und verläuft vom Ende des Honnørbreen in zunächst nordwestlicher, dann westlicher Richtung.
Japanische Wissenschaftler erkundeten ihre Ausmaße von 1968 bis 1977 durch Echolotungen. Benannt ist sie nach dem benachbarten Gletscher.